# Supernova (álbum)
Supernova é o álbum de estreia da banda brasileira Malta. O seu lançamento ocorreu em 1 de setembro de 2014, através da Som Livre. Entre abril e julho de 2014, o conjunto ganhou notabilidade participando da temporada de estreia do programa de televisão Superstar, uma competição musical brasileira exibida pela TV Globo. A primeira apresentação da banda foi aprovada tanto pelo público quanto pelo júri, resultando na ingressão definida da banda e, por fim, em sua vitória na atração. A partir de então, a banda começou a desenvolver seu álbum debutante durante julho e agosto do mesmo ano. O disco foi produzido pelo baterista da banda, Adriano Daga, em conjunto com Brendan Duffey e Giu Daga.
Musicalmente, Supernova é inspirado no post-grunge contendo elementos do pop rock e do country. A maioria das faixas presente em seu alinhamento foi escrita pelo então vocalista da Malta, Bruno Boncini, que caracterizou o som do grupo como "rock romântico". A crítica especializada recebeu o álbum com comentários positivos e negativos ao mesmo tempo; os analistas observaram na maioria das vezes uma semelhança com trabalhos de outras bandas, tais como Nickelback e Creed. No campo comercial, foi um sucesso, alcançando o topo dos mais vendidos em formato físico e digital no Brasil — uma certificação de platina-tripla lhe foi concedida por suas vendas superiores a 280 mil cópias.
Somente dois singles foram retirados para divulgação do álbum. O primeiro, "Diz pra Mim", foi lançado em setembro de 2014 e atingiu a 22.ª posição como melhor na tabela musical Brasil Hot 100 Airplay, feita pela Billboard Brasil. "Memórias" foi lançado em dezembro de 2014 como o segundo foco de promoção e alcançou a 76.ª colocação do periódico supracitado.

## Antecedentes e produção
Antes de formarem a Malta, seus membros se envolviam de antemão na área da música. Em setembro de 2013, com a criação banda, encontravam-se em estúdio preparando material inédito para sua divulgação. Meses depois, através de um amigo, souberam da abertura das inscrições para a temporada de estreia do programa de televisão brasileiro Superstar, uma competição musical no formato show de talentos  exibida pela TV Globo, e resolveram enviar o material disponível. Em resposta, a produção do programa entrou em contato com a banda interessada em seu trabalho.
As apresentações da Malta durante o andamento do programa geraram aprovação simultânea tanto por parte do jurados quanto dos telespectadores; a primeira aparição do conjunto foi recebida com 59% de opinião do público e três votos dos três componentes do juri, o que resultou em um percentual total de 80% e, consequentemente, na entrada definitiva da banda no Superstar. Após meses de disputa, o quarteto, que escolheu Dinho Ouro Preto como padrinho, saiu vitorioso, ganhando como prêmio um contrato com a gravadora Som Livre.

## Recepção da crítica
| Críticas profissionais | Críticas profissionais |
| Avaliações da crítica  | Avaliações da crítica  |
| Fonte                  | Avaliação              |
| ---------------------- | ---------------------- |
| Galeria Musical        | [ 1 ]                  |
| RockBreja              | 7/10                   |
| Plano Crítico          | [ 3 ]                  |
| Sobre Pop              | (positiva)             |
| The Seventh Wall       | (negativa)             |
| Revista Veja           | (negativa)             |
| Busterz                | 63/100                 |
| Fita Bruta             | 0/10                   |

Após o lançamento do álbum foram atribuídas, em geral, críticas mistas que destacam principalmente a sua composição e sua sonoridade. Rodrigo Paulo do site Galeria Musical, descreveu o disco como "uma mistura de composições românticas de frases clichês" com um "bom e velho rock n' roll com porções de violinos, banjos e percussões" e, acrescentou que a voz de Bruno Boncini faz "lembrar de bandas como Nickelback, Creed ou até mesmo Maurício Manieri". Este site ao final classificou o álbum com quatro de cinco estrelas, indicando uma boa recepção de seu conteúdo musical.
Henrique Carnevalli, um editor do site Rockbreja, disse que "Diz pra Mim", carro-chefe do álbum, é "representante do rótulo 'os brutos também amam'", assim como a grande parte das canções da banda. Citou a faixa-título como o "ponto alto do disco" e "Nova História" como a "única com uma pegada mais rock", pois a banda é ligada principalmente ao pop rock. Ele deu sete de dez pontos, que indicavam o desenvolvimento mediano da obra.
Handerson Ornelas, editor do portal Plano Crítico, comparou o estilo de Malta com o das bandas brasileiras Nx Zero e Fresno, porém disse que a "banda tem talento de verdade" e adicionou que o vocalista da banda é "extremamente afinado e o grupo possui instrumentistas bastante competentes e inteligentes nas composições e arranjos". Também disse que é "importante ressaltar o ótimo trabalho na produção do álbum, além de boas remixagens e arranjos um tanto exóticos" e, que por sua vez esses arranjos conseguem "disfarçar canções aparentemente fracas". O portal deu uma classificação de três estrelas e meia de cinco delas, justificando que apesar de o trabalho da banda ser de qualidade, não parece um tanto inovador.
O editor do portal Sobre Pop, Daniel Albuquerque, comentou que os integrantes da banda Malta são os "Imagine Dragons brasileiros" e citou "Memórias", "Vai Ser Assim", "Alguém" e "Nova História" como as faixas de destaque do disco. Diferentemente das críticas anteriores Tiago Neves, responsável pelo blog The Seventh Wall, escreveu que a banda se define sonoramente como "rock romântico", porém é difícil de classifica-la devido sua composição apresentar um "romantismo insosso, insípido e inodoro". Acrescentou que em Supernova, algumas letras e arranjos se encaixariam  de modo perfeito em qualquer disco de música sertaneja de Luan Santana. O site da revista Veja comentou em uma de suas publicações, que a banda apresenta um "pop rock sem sal, com letras óbvias, e uma mistura dolorida e abrasileirada de The Calling com Creed".
O portal Busterz falou que o álbum possui músicas memoráveis, mas não inovadoras e, também disse que "em certos pontos, eles [o grupo] abusam da melancolia e letras clichês". No portal Fita Bruta, encontra-se a opinião mais negativa sobre o trabalho musical. Yuri de Castro, responsável pela resenha, comentou que "Logo Eu", canção da dupla sertaneja Jorge e Mateus, "mostra, a cada verso, toda a irrelevância das 13 músicas (ruins) da banda" e que neste sonoridade, Malta demonstra ser uma banda de bar que canta como Creed e, diz que o disco é um "álbum inteiro para assim soar e o único resultado possível de se ouvir é um decadente rock gospel".

## Lista de faixas
| N.º            | Título                   | Compositor(es)               | Produtor(es)                 | Duração |  |
| 1.             | "Entre Nós Dois"         | Bruno Boncini                | Adriano Daga, Brendam Duffey | 3:32    |  |
| 2.             | "Memórias"               | Adriano Daga, Léo Richter[A] | Adriano Daga, Brendam Duffey | 3:51    |  |
| 3.             | "Diz pra Mim"            | Bruno Boncini                | Adriano Daga, Giu Daga[D]    | 3:51    |  |
| 4.             | "Lendas"                 | Bruno Boncini                | Adriano Daga, Brendam Duffey | 3:55    |  |
| 5.             | "Mais Que o Sol"         | Bruno Boncini                | Adriano Daga, Brendam Duffey | 3:13    |  |
| 6.             | "Vai Ser Assim"          | Bruno Boncini                | Adriano Daga, Brendam Duffey | 3:39    |  |
| 7.             | "Tudo Outra Vez"         | Bruno Boncini[B]             | Adriano Daga, Brendam Duffey | 3:27    |  |
| 8.             | "Baby"                   | Bruno Boncini                | Adriano Daga, Brendam Duffey | 3:31    |  |
| 9.             | "Supernova"              | Bruno Boncini                | Adriano Daga, Brendam Duffey | 3:40    |  |
| 10.            | "Alguém"                 | Bruno Boncini                | Adriano Daga, Brendam Duffey | 4:07    |  |
| 11.            | "Cala Tua Boca Na Minha" | Bruno Boncini                | Adriano Daga, Brendam Duffey | 4:10    |  |
| 12.            | "Nova História"          | Bruno Boncini                | Adriano Daga, Giu Daga[D]    | 3:15    |  |
| 13.            | "Como Tudo Deve Ser"     | Bruno Boncini[C]             | Adriano Daga, Brendam Duffey | 4:30    |  |
| Duração total: | Duração total:           | Duração total:               | Duração total:               | 41:11   |  |

Notas
A  - denota compositores originais: Johan Fransson, Tim Larsson, Tobias Lundgren, Sean Michael McConnell
B  - denota compositores originais: Rick DeJesus, Jeff Johnson, Gordan Sran, Jordan Oorebeeck
C  - denota compositores originais: dB, Greg, Seth, C-Dub
D  - denota produtor adicional

## Desempenho nas tabelas musicais
| Parada musical (2014)          | Melhor posição |
| ------------------------------ | -------------- |
| Brasil (TOP 20 Semanal ABPD)   | 1              |
| Brasil (Brazil Digital Albums) | 1              |

## Certificados
| País          | Certificação | Vendas  |
| ------------- | ------------ | ------- |
| Brasil (ABPD) | 3× Platina   | 280.000 |

## Prêmios e indicações
| Ano  | Premiação     | Categoria                | Nomeação  | Resultado |
| ---- | ------------- | ------------------------ | --------- | --------- |
| 2015 | Grammy Latino | Álbum de Rock Brasileiro | Supernova | Indicado  |